# Im Reich der Giganten (2002)
Im Reich der Giganten (Originaltitel: Chased by Dinosaurs) ist eine Dokumentation des englischen Senders BBC aus dem Jahr 2002. Es handelt sich um einen Trickfilm, bei denen in reale Landschaftsaufnahmen computeranimierte Elemente eingebunden wurden. Diese Dokumentation ist ein Special zu Dinosaurier – Im Reich der Giganten. Im Gegensatz zur vorherigen Dokumentation wird hier ein Mensch mit den Dinosauriern direkt konfrontiert. Einem ähnlichen Muster folgt Monster der Tiefe.

## Handlung
In Im Reich der Giganten unternimmt der Zoologe Nigel Marven eine fiktive Zeitreise in die Urzeit. Dort möchte er zum einen herausfinden wie der Dinosaurier mit der langen Kralle aussah und lebte und zum anderen will er die Jagd des größten Fleischfressers auf den größten Pflanzenfresser aller Zeiten miterleben. Marven erklärt die Szenerie, zudem gibt ein Sprecher noch zusätzliche Informationen.

### Das Rätsel der Riesenklaue
Marven reist in die späte Kreidezeit vor 75 Millionen Jahre in die Mongolei in die Wüste Gobi. Im Gepäck hat er ein Fossil aus der Neuzeit, eine riesige Kralle eines Therizinosaurus. Nachdem er die Entdeckungsgeschichte dem Publikum erklärte, wird das Zelt von einem Saurolophus zerstört, und Marven beginnt seine Expedition. Marven beschließt in einem Wald nach dem Therizinosaurus zu suchen. Auf dem Weg muss er eine Brutstätte des Protoceratops durchqueren. Im Wald beobachtet er eine Jagd von einem Rudel Velociraptoren. Die Nacht verbringt er im Wald. Seine Nachtruhe wird von einer Gruppe Mononykus gestört. Marven fängt ein Exemplar und zeigt dem Zuschauer auf, wie viele Eigenschaften von Vögeln dieser Dinosaurier schon hat.
Da er im Wald nicht fündig geworden ist, verlässt er dieses Terrain und findet ein Nest eines Therizinosaurus. Zu seiner Überraschung stammten die in der Nähe befindenden Kothügel von Pflanzenfresser, obwohl Marven annahm, dass es sich bei dem Tier um einen Theropoden handelt. Er beschließt zum See zu gehen und wird von einem Tarbosaurus überrascht. Er schafft es sich zu verstecken und erreicht schließlich den See. Dort findet er das fast vollständige Skelett eines Therizinosaurus. Die Zähne bestätigen seine Erkenntnis, dass es sich um einen Pflanzenfresser handelt. Während er das Skelett rekonstruiert, wird er von Velociraptoren gejagt, er kann die Tiere aber in die Flucht schlagen.
Zurück am See kann er den Kampf eines Therizinosaurus mit einem Tarbosaurus beobachten und erkennt, dass die Tiere sich mit der Kralle verteidigten. Der Tarbosaurus wird in die Flucht geschlagen und eine ganze Herde von Therizinosauriern kommt an den See und fällt über die Bäume her. Die Krallen wurden zur Verteidigung genutzt und um Äste zu ihren Mäulern zu ziehen.
- Saurolophus
- Protoceratops
- Velociraptor
- Mononykus
- Tarbosaurus
- Therizinosaurus
- Azhdarcho

### Die Stunde der Titanen
Diesmal macht Marven seine Dinosaurier-Expedition in Argentinien vor 100 Millionen Jahren in der mittleren Kreidezeit. Im Gegensatz zur vorherigen Expedition, wo Marven durch die Landschaft zog, operiert er hier von einer Hauptbasis aus. Sein erster Abstecher geht Richtung Fluss. Auf dem Weg dorthin stolpert er über das Skelett eines Argentinosaurus. Am Fluss beobachtet er eine junge Argentinosaurus-Kuh beim Trinken. Auf einmal bricht aus dem Wasser ein gigantischer Sarcosuchus. Der Angriff blieb aber erfolglos und so ging das Tier wieder zurück ins Wasser. Fasziniert von diesem prähistorischen Krokodil lockt Marven es erneut an Land, um es genauer zu betrachten.
Nach diesem Erlebnis zieht er weiter durch die Landschaft, bis er ans Meer kommt. Dort füttert er Pteranodon mit Fischen. Als er zurück zur Basis kommt muss er feststellen, dass ein Dinosaurier sie zerstört hat. So installiert Marven ein Frühwarnsystem. Am nächsten Morgen macht er sich erneut auf die Suche nach den großen Tieren. Er entdeckt einen verwundeten Macrogryphosaurus, einen Verwandten des Iguanodon, an einer Quelle. Als er weiter geht sieht er den Giganotosaurus, wie er einen anderen Macrogryphosaurus verspeist. Daraufhin beschließt Marven, die nähere Umgebung mit einem Ultraleichtflugzeug abzukämmen. Er fliegt zwischen Pteranodon und begleitet einen Ornithocheirus ein wenig auf seinem Weg. Dann entdeckt er eine Herde Argentinosaurier. Im Jeep fährt er zur Herde hin, um eines der Tiere zu wiegen. Dann erscheinen die Giganotosaurier und greifen einen Argentinosaurus an. Nachdem auch Marven kurz von einem Giganotosaurus verfolgt wird, trifft er die Sauropoden-Herde an ihren Brutplätzen ein letztes Mal an. Die Folge endet, als ein Sarcosuchus Marven überraschend angreift.
- Argentinosaurus
- Sarcosuchus
- Pteranodon
- Giganotosaurus
- Ornithocheirus
- Macrogryphosaurus (bezeichnet als Iguanodon)

## Hintergrund
Da Dinosaurier – Im Reich der Giganten sehr erfolgreich war, kam 2002 ein Special heraus, um die neusten und spektakulärsten Dinosaurierfunde nach der Erstausstrahlung der Originalserie Ende der 90er Jahre zu thematisieren.
Produziert wurde die Serie erneut von Impossible Pictures. Bei den Dreharbeiten wurden zuerst die Landschaften gefilmt, ohne Dinosaurier. Diese wurden dann nachträglich am Computer oder per Handpuppen hinzugefügt. Als großes Hindernis stellte sich die Tatsache heraus, dass es zum Zeitalter der Dinosaurier Gras noch nicht gab, nun aber fast weltweit vorkommt. Drehorte fand man schließlich auf dem damaligen Fraser Island, dem heutigen K’gari, und auf Teneriffa. Die zweite Episode wurde am Fuße des Teide realisiert.

## Rezeption
„(…) Diese unterscheidet sich allerdings von anderen, denn der Wissenschaftler Nigel Marven führt uns auf eine Art Safari durch eine längst vergangene Welt. Durch modernste Computertechnik wurde eine Expedition geschaffen, in der man wirklich meinen könnte, das Marven in der Zeit zurückgereist sei, um die Dinosaurier zu beobachten. Die Urzeitechsen, die wir im laufe der Dokumentation zu Gesicht bekommen, sind hervorragend animiert worden und hinterlassen einen bleibenden Eindruck.“

„Fazit: Nett gemachte Produktion, der ein wenig der letzte Biss fehlt, um vollkommen zu überzeugen. Im Doku-Portfolio von BBC tummeln sich einige aufwändiger produzierte Saurier-Dokumentationen, doch Fans und angehende Saurierforscher sollten sich davon nicht abhalten lassen. Für 60 Minuten werden Dinosaurier in ihrer natürlichen Umgebung zum Leben erweckt und stapfen über den heimischen Fernseher, da kann selbst Jurassic Park nicht mehr mithalten.“